# Reciclaje de petrodólares

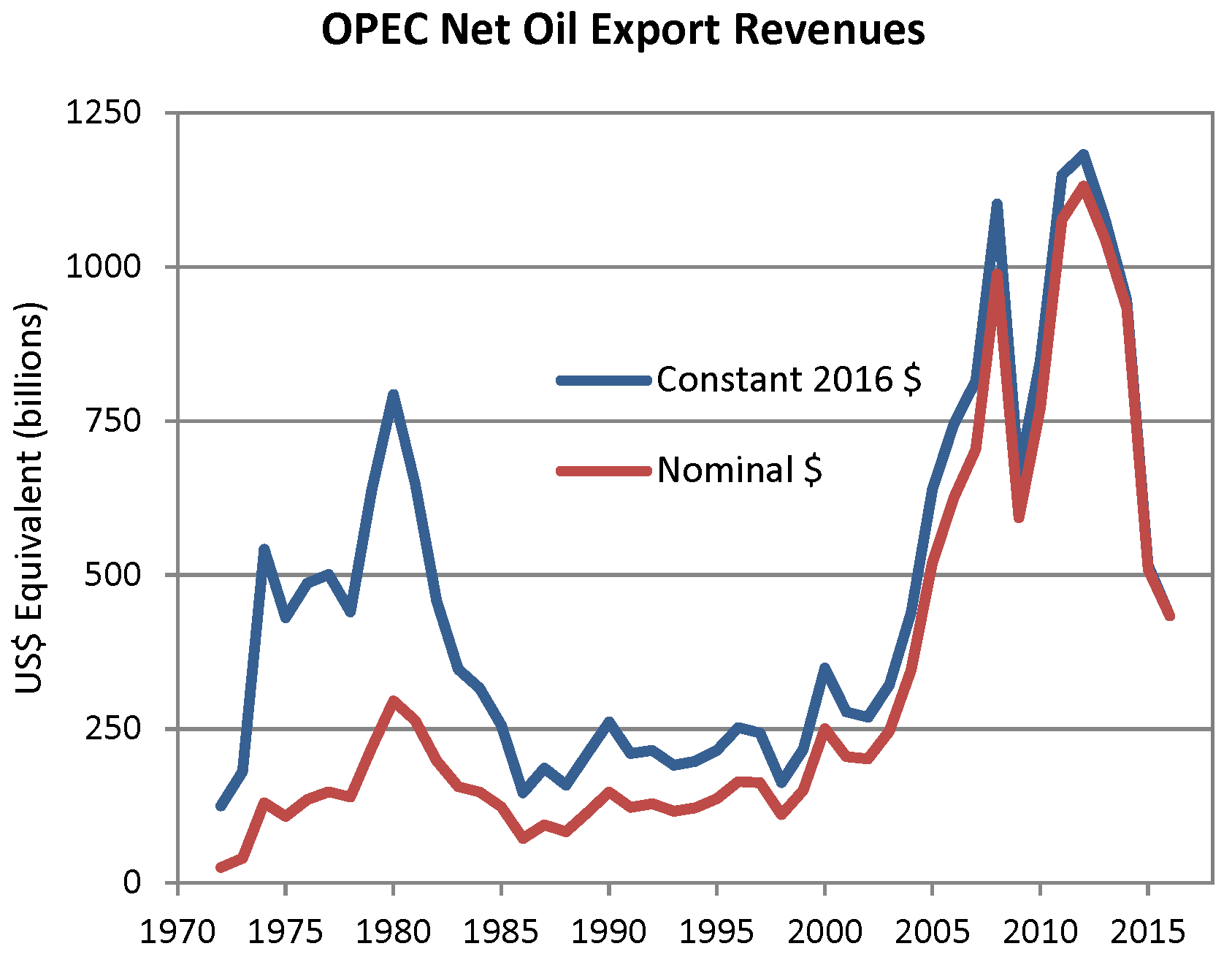
Fluctuaciones de los ingresos netos de exportación de petróleo de la OPEP desde 1972, que muestran niveles elevados ajustados por inflación durante 1974-1981 y 2005-2014.

El reciclaje de petrodólares es el gasto o inversión internacional de los ingresos de un país por exportaciones de petróleo ("petrodólares"). Generalmente se refiere al fenómeno de los principales Estados exportadores de petróleo, principalmente los miembros de la OPEP más Rusia y Noruega, que ganan más dinero con la exportación de petróleo crudo de lo que podrían invertir eficientemente en sus propias economías. Las interdependencias globales resultantes y los flujos financieros, desde los productores de petróleo hasta los consumidores de petróleo, pueden alcanzar una escala de cientos de miles de millones de dólares por año, incluida una amplia gama de transacciones en una variedad de monedas, algunas vinculadas al dólar estadounidense y otras no. Estos flujos están fuertemente influenciados por decisiones a nivel gubernamental con respecto a la inversión y la ayuda internacionales, con importantes consecuencias tanto para las finanzas mundiales como para la política petrolera. El fenómeno es más pronunciado durante los períodos en que el precio del petróleo es históricamente alto.
El término petrodólar se acuñó a principios de la década de 1970 durante la crisis del petróleo, y el primer gran aumento de petrodólares (1974-1981) resultó en más complicaciones financieras que el segundo (2005-2014).

## Flujos de capital

### Antecedentes
Especialmente durante los años 1974-1981 y 2005-2014, los exportadores de petróleo acumularon grandes excedentes de "petrodólares" por la venta de petróleo a precios históricamente altos. (La palabra se le ha atribuido alternativamente al economista egipcio-estadounidense Ibrahim Oweiss y al exsecretario de Comercio de los Estados Unidos, Peter G. Peterson, ambos en 1973.) Estos excedentes de petrodólares podrían describirse como excedentes netos de EE. UU. equivalentes en dólares obtenidos de la exportación de petróleo, en exceso de las necesidades de desarrollo interno de los países exportadores. Los excedentes no podían invertirse eficientemente en sus propias economías, debido a que las poblaciones eran pequeñas o se encontraban en las primeras etapas de la industrialización; pero los excedentes podían invertirse útilmente en otros lugares o gastarse en importaciones, como productos de consumo, suministros de construcción y equipo militar. Alternativamente, el crecimiento económico mundial se habría resentido si ese dinero se retirara de la economía mundial, mientras que los Estados exportadores de petróleo necesitaban poder invertir de manera rentable para elevar su nivel de vida a largo plazo.

### Repunte de 1974-1981
Si bien el reciclaje de petrodólares redujo el impacto recesivo a corto plazo de la crisis petrolera de 1973, causó problemas especialmente a los países importadores de petróleo que pagaban precios mucho más altos por el petróleo e incurrían en deudas a largo plazo. El Fondo Monetario Internacional (FMI) estimó que las deudas externas de 100 países en desarrollo importadores de petróleo aumentaron un 150% entre 1973 y 1977, lo que se complicó aún más por un cambio mundial a tipos de cambio flotantes. Johan Witteveen, Director Gerente del FMI, dijo en 1974: "El sistema monetario internacional se enfrenta a su período más difícil desde la década de 1930". El FMI administró un nuevo programa de préstamos durante 1974-1976 llamado Facilidad Petrolera. Financiado por Estados exportadores de petróleo y otros prestamistas, estaba a disposición de los gobiernos que sufrían graves problemas con su balanza comercial debido al aumento de los precios del petróleo, incluidos Italia y el Reino Unido, así como docenas de países en desarrollo.
Desde 1974 hasta 1981, el superávit total en cuenta corriente de todos los miembros de la OPEP ascendió a 450.000 millones de dólares, sin aumentar en las décadas posteriores de inflación. El noventa por ciento de este superávit fue acumulado por los países árabes del Golfo Pérsico y Libia, e Irán también acumuló importantes excedentes de petróleo durante 1978 antes de sufrir las dificultades de la revolución, la guerra y las sanciones.
Grandes volúmenes de petrodólares árabes se invirtieron directamente en valores del Tesoro de los EE. UU. y en otros mercados financieros de las principales economías industriales, a menudo dirigidos discretamente por entidades gubernamentales ahora conocidas como fondos soberanos de inversión. También se invirtieron muchos miles de millones de petrodólares a través de los principales bancos comerciales de los Estados Unidos, la Unión Europea, Suiza y el Reino Unido. De hecho, el proceso contribuyó al crecimiento del mercado del eurodólar como rival menos regulado de los mercados monetarios de EE. UU. Dado que la condición recesiva de la economía mundial hizo que la inversión en corporaciones fuera menos atractiva, los banqueros y los gobiernos bien financiados prestaron gran parte del dinero directamente a los gobiernos de los países en desarrollo, especialmente en América Latina, como Brasil y Argentina, así como a otros países en desarrollo importantes como Turquía. La crisis petrolera de 1973 había creado una gran escasez de dólares en estos países; sin embargo, todavía necesitaban financiar sus importaciones de petróleo y maquinaria. A principios de 1977, cuando Turquía dejó de calentar la oficina de su primer ministro, el líder opositor Suleyman Demirel describió la escasez como: "Turquía necesita 70 centavos. Como resumió el periodista político William Greider, la situación: "Los bancos recaudaban los depósitos de los gobiernos de la OPEP ricos en ingresos y prestaban el dinero a los países en desarrollo para que pudieran evitar la bancarrota." En las décadas siguientes, muchos de estos Estados en desarrollo encontraron que sus deudas acumuladas eran impagables, concluyendo que era una forma de neocolonialismo de la que el alivio de la deuda era la única salida.

### Repunte de 2005-2014

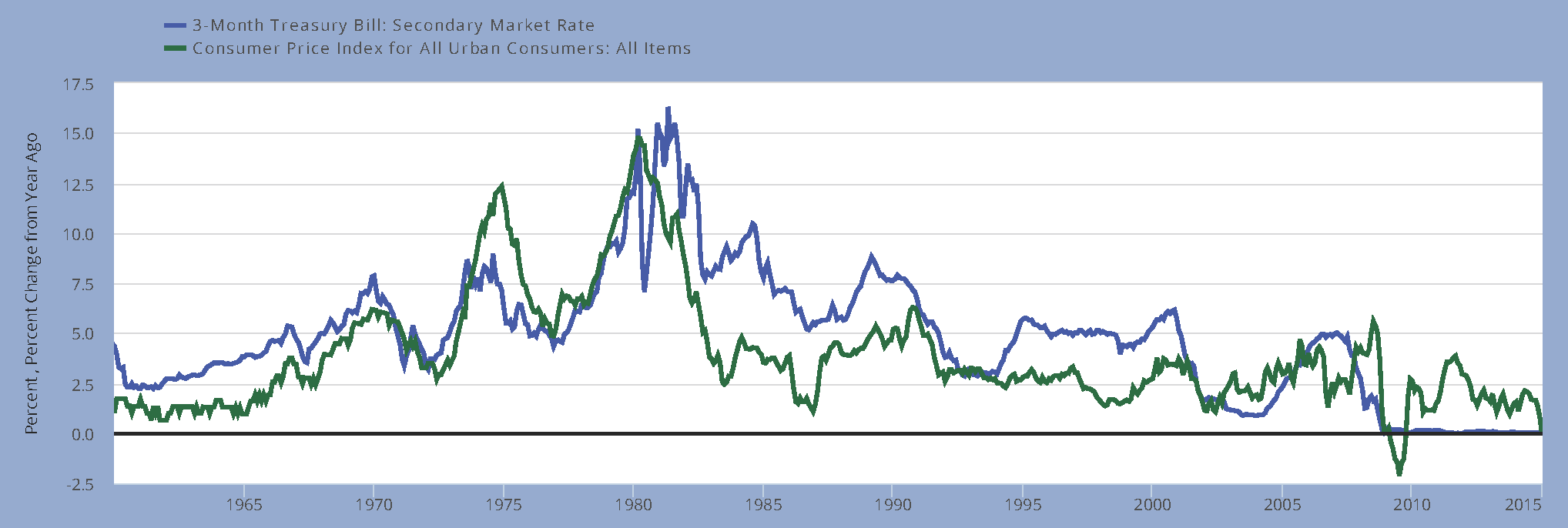
La inflación y las tasas de interés aumentaron con los precios del petróleo en la década de 1970, pero no en la década de 2000.

En el aumento del petrodólar de 2005-2014, los tomadores de decisiones financieras pudieron beneficiarse de alguna manera de las lecciones y experiencias del ciclo anterior. Las economías en desarrollo generalmente se mantuvieron más equilibradas que en la década de 1970; la economía mundial era menos intensiva en petróleo; y la inflación mundial y las tasas de interés estaban mucho mejor contenidas. Los exportadores de petróleo optaron por realizar la mayor parte de sus inversiones directamente en una amplia gama de mercados mundiales, y el proceso de reciclaje dependía menos de canales intermediarios como los bancos internacionales y el FMI.
Gracias a los históricos aumentos de los precios del petróleo de 2003-2008, los ingresos de la OPEP se aproximaron a un billón de dólares estadounidenses sin precedentes por año en 2008 y 2011-2014. Más allá de los países de la OPEP, también se acumularon excedentes sustanciales en Rusia y Noruega,  y los fondos soberanos de riqueza en todo el mundo acumularon 7 billones de USD para 2014-2015. Algunos exportadores de petróleo no pudieron obtener todos los beneficios, ya que las economías nacionales de Irán, Irak y Libia, Nigeria y Venezuela sufrieron obstáculos políticos de varios años asociados con lo que los economistas llaman la "maldición de los recursos". La mayoría de los otros grandes exportadores acumularon suficientes reservas financieras para amortiguar el impacto cuando los precios del petróleo y los excedentes de petrodólares volvieron a caer bruscamente debido a un exceso de oferta de petróleo en 2014-2017.

## Ayuda del exterior
Los países exportadores de petróleo han utilizado parte de sus excedentes de petrodólares para financiar programas de ayuda exterior, como un ejemplo destacado de la llamada "diplomacia de chequera" o "petro-Islam". El Fondo de Kuwait fue uno de los primeros líderes desde 1961, y ciertos Estados árabes se convirtieron en algunos de los mayores donantes en los años transcurridos desde 1974, incluso a través del FMI y el Fondo de la OPEP para el Desarrollo Internacional. Los exportadores de petróleo también han ayudado indirectamente a los países más pobres a través de las remesas personales enviadas a casa por decenas de millones de trabajadores extranjeros en Oriente Medio, aunque sus condiciones de trabajo son generalmente duras. Aún más controvertido, varios exportadores de petróleo han sido importantes partidarios financieros de grupos armados que desafían a los gobiernos de otros países.
El petróleo de alto precio permitió a la URSS apoyar las economías en dificultades del bloque liderado por los soviéticos durante la oleada de petrodólares de 1974-1981, y la pérdida de ingresos durante el exceso de petróleo de la década de 1980 contribuyó al colapso del bloque en 1989. Durante el aumento del petrodólar de 2005-2014, Venezuela, miembro de la OPEP, desempeñó un papel similar apoyando a Cuba y otros aliados regionales,  antes de que la recesión petrolera de 2014-2017 llevara a Venezuela a su propia crisis económica.

## Guerra de petrodólares
El término guerra de petrodólares se refiere a una teoría que describe el uso internacional del dólar de los Estados Unidos como el medio estándar para liquidar las transacciones petroleras como una especie de imperialismo económico impuesto por violentas intervenciones militares contra países como Irak, Irán y Venezuela, y un motor oculto clave de la política mundial. El término fue acuñado por William R. Clark, quien ha escrito un libro con el mismo título. La frase guerra de divisas petrolera a veces se usa con el mismo significado.
Según los críticos, el uso de dólares en las transacciones internacionales de petróleo aumenta la demanda general de dólares estadounidenses en solo una pequeña fracción, y el estatus general del dólar como la principal moneda de reserva internacional tiene un beneficio tangible relativamente limitado para la economía de los Estados Unidos, así como algunos inconvenientes.

## Galería de ejemplos notables
Estas imágenes ilustran la diversidad de las principales actividades de reciclaje de petrodólares, en orden cronológico aproximado:
| |
| Valores del Tesoro de los EE. UU., aproximadamente 3 300 mil millones acumulados por los gobiernos de la OPEP durante 1960-2015 . |

| |
| Fábrica alemana de vehículos para Daimler, cuyo mayor accionista constante desde 1974 ha sido Kuwait. |

| |
| Represa de Itaipú entre Brasil y Paraguay, financiada con préstamos de depósitos bancarios de petrodólares en la década de 1970. |

| |
| Mezquita Faisal de Pakistán, construida entre 1976 y 1986, un regalo del rey Faisal de Arabia Saudita. |

| |
| Grano occidental, muy importado por la Unión Soviética para aliviar la escasez de alimentos en las décadas de 1970 y 1980. |

| |
| Avión de combate F - 15 de fabricación estadounidense, uno de las docenas propiedad de la Real Fuerza Aérea Saudí desde 1981. |

|                                                                      |
| Grandes almacenes Harrods en Londres, de propiedad árabe desde 1985. |

| |
| El Chelsea Football Club de Londres, de propiedad rusa entre 2003 y 2022 a través de la fortuna petrolera Sibneft. |

| |
| Programa "Petróleo para médicos", con miles de médicos cubanos anclando el sistema de salud venezolano desde 2004. |

| |
| Botellas de vino francés premium, millones de las cuales fueron compradas por Emirates Airline, propiedad de Dubai, desde 2005. |

| |
| Turkish Telecom Corp., cuyo control fue privatizado a la organización Saudi Oger en 2005 con el apoyo del FMI. |

| |
| El Edificio Chrysler de Nueva York, propiedad en un 90% del Consejo de Inversiones de Abu Dhabi de 2008 a 2019. |

|                                                                                                  |
| Envíos de armas iraníes al Líbano y Siria, incluidas más de 300 toneladas interceptadas en 2009. |

| |
| Cuadro de Cézanne, comprado en 2011 por la Familia Real de Qatar por un precio récord de más de 250 millones de dólares. |

| |
| Vehículos Toyota en Kuwait, donde el fabricante de automóviles japonés tiene una cuota de mercado dominante |

## Lectura adicional
- Clark, William R. (2005). Petrodollar Warfare. New Society Publishers. ISBN 978-0-86571-514-1.
- Smolyar, Leonid (2006). Petrodollars: Tracking the Flow and Investment of Oil Windfalls (Tesis de B.Sc. Honors). New York University. Archivado desde el original el April 25, 2012.
- Staats, Elmer B. (1979). «The U.S.–Saudi Arabian Joint Commission on Economic Cooperation». U.S. Government Accountability Office. Consultado el January 31, 2016.
- Tran, Hung (June 20, 2024). «Is the end of the petrodollar near?». Econographics. Atlantic Council.

- Datos: Q7178902